# Ochrona owadów
Owady są zwierzętami, które odniosły największy sukces ewolucyjny. Stanowią one około 75% wszystkich znanych gatunków zwierząt. Szacuje się, że na jednym kilometrze kwadratowym lądu żyje około 10 mld owadów.
Szacunkowa liczba gatunków owadów, które mogą żyć na kuli ziemskiej, jest wyliczona na podstawie danych pochodzących z badań nad fauną tropikalnych lasów deszczowych. W dziewiczych puszczach naukowcy, posługując się insektycydami, pobierają próbki bezkręgowców z wybranych powierzchni badawczych. Stosując specjalne urządzenia, spryskują oni korony drzew środkami owadobójczymi, po czym zbierają uśmiercone owady i starają się ocenić ich liczbę, przynależność gatunkową lub opisać naukowo nieznane dotąd gatunki.

## Niszczenie lasów deszczowych

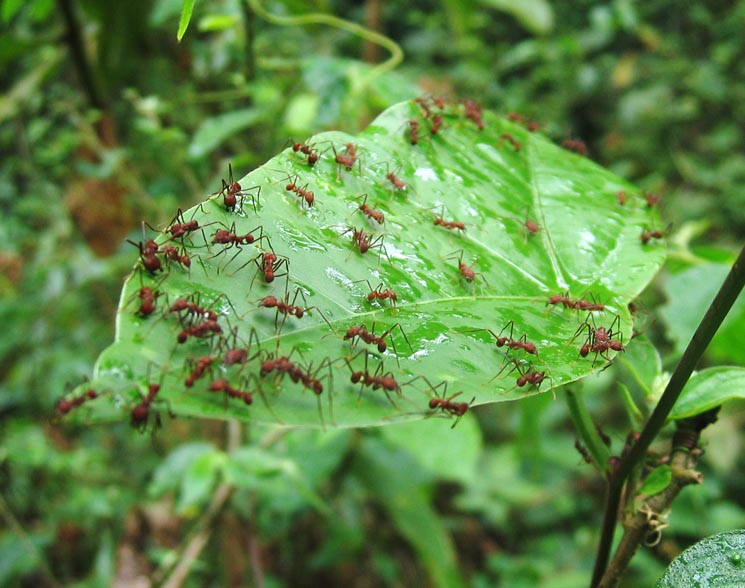
Mrówki w panamskim lesie deszczowym

Według najnowszych badań ocenia się, że od 70 do 90 procent wszystkich gatunków zwierząt żyje w koronach drzew lasów deszczowych. Najliczniejszą grupą są tam owady. Ocenia się, że żyje ich tam około 30 milionów gatunków. W takiej sytuacji niszczenie dziewiczych lasów równikowych powoduje, że codziennie ginie tam kilkadziesiąt gatunków.
Owady, jako zwierzęta zmiennocieplne, wolą żyć w cieplejszym klimacie i dlatego są tak liczne w strefie równikowej. Bezkręgowce te występują jednak nieomal we wszystkich środowiskach na kuli ziemskiej i znajdują dla siebie miejsce wszędzie, nawet na pokrytych lodem biegunach.
W rejonach stref umiarkowanych, głównie w północno-zachodniej Europie i Ameryce Północnej, kładzie się szczególny nacisk na ochronę wybranych gatunków. Są to zwykle te owady, które stały się rzadkie w wyniku działalności człowieka. Ujemny wpływ na ich liczebność mógł mieć rozwój rolnictwa, leśnictwo, rozwój przemysłu i powstawanie miast.
Grupą owadów, które uważa się za najbardziej warte ochrony, są motyle. W wielu państwach rzadkie gatunki motyli zostały wpisane na listę zwierząt objętych całkowitą ochroną i zakazem handlu. chronią je także umowy międzynarodowe. Sytuacja większości innych owadów jest gorsza.
Przepisy prawne stanowią jednak tylko część nowocześnie rozumianej ochrony przyrody. Najlepszym sposobem ochrony gatunku jest ochrona jego środowiska życia. Stanowi ona najważniejszą część działań ekologów. Dlatego w pierwotnych równikowych lasach deszczowych, lasach naturalnych strefy umiarkowanej, a także na łąkach i innych środowiskach, w których licznie występują owady zakłada się rezerwaty chroniące również innych przedstawicieli lokalnej fauny i flory.
W ostatnich latach wśród biologów wzrasta świadomość znaczenia różnorodności biologicznej i w wielu krajach czyni się wielkie wysiłki, aby ocenić stan liczebny rzadkich gatunków oraz liczbę gatunków zwierząt i roślin, które żyją w rezerwatach przyrodniczych.

## Różnorodność
Celem działań ekologów jest zachowanie różnorodności gatunkowej owadów, całych unikatowych zespołów entomofauny (fauny owadów), a także ochrona wybranych gatunków. Największym ogólnym problemem w ochronie owadów jest to, że entomolodzy (naukowcy zajmujący się owadami) zdołali opisać i skatalogować tylko niewielką część gatunków, które obecnie żyją na Ziemi. Do tej pory opisano naukowo i nazwano od 750 tys. do miliona gatunków owadów. Oznacza to, że w miarę jak zanikają naturalne środowiska, wiele owadów bez wątpienia wyginie, zanim zostaną odkryte i naukowo opisane. Ponieważ w tropikach żyje najwięcej owadów, a środowiska naturalne w tamtych rejonach giną w zastraszającym tempie, zanikanie gatunków jeszcze nie opisanych i nie odkrytych trwa nieprzerwanie.
Gromadę owadów dzieli się na 28 różnych rzędów, lecz nie wszystkie z nich cieszą się takim samym zainteresowaniem ludzi zajmujących się ochroną zwierząt. Niektóre przyciągają większą uwagę niż inne, gdyż po prostu atrakcyjniej wyglądają, osiągają imponujące rozmiary, mają niezwykłe, jaskrawe ubarwienie lub zachowują się w ciekawy sposób.
Mniej atrakcyjne rzędy małych owadów cieszą się o wiele mniejszym zainteresowaniem. Na przykład nie zwraca się wcale uwagi na pchły i wszy, które są przedstawicielami osobnych rzędów.
Nawet drobniutkie bezskrzydłe skoczogonki, które są czasami dominującymi składnikami fauny ściółki lasów deszczowych, mają niewielu obrońców. Natomiast gdy tylko jakiś gatunek z bardziej „atrakcyjnych” rzędów staje się zagrożony, szybko podejmuje się działania mające na celu jego ochronę.

## Owady i człowiek
Liczne gatunki owadów mają wielkie znaczenie dla ludzi, gdyż odgrywają zasadniczą rolę w zapylaniu roślin uprawnych. Przykładami mogą być pszczoła miodna i ryjkowiec palmowy, który został sprowadzony z ojczystego Kamerunu w Afryce na plantacje palmy olejowej do Malezji. Owad ten, zapylając kwiaty palmy, pozwala na zaoszczędzenie co roku 140 milionów dolarów amerykańskich, które musiałyby być wydane, gdyby rośliny trzeba było zapylać sztucznie.

## Wskaźniki środowiskowe
Dwie grupy owadów uważa się za grupy wskaźnikowe stanu środowiska. Obecność ich przedstawicieli w środowisku jest zwykle wskaźnikiem tego, czy środowisko nie jest zanieczyszczone lub zdewastowane przez człowieka. Owadami tymi są motyle (Lepidoptera) i ważki (Odonata). Motyle i ważki są dużymi, efektownie wyglądającymi owadami. Zmiany ich liczebności można łatwo śledzić. Są one też stosunkowo wrażliwe na zmiany w ich naturalnym środowisku, więc spadek liczebności tych owadów jest związany ze stopniem jego degradacji.

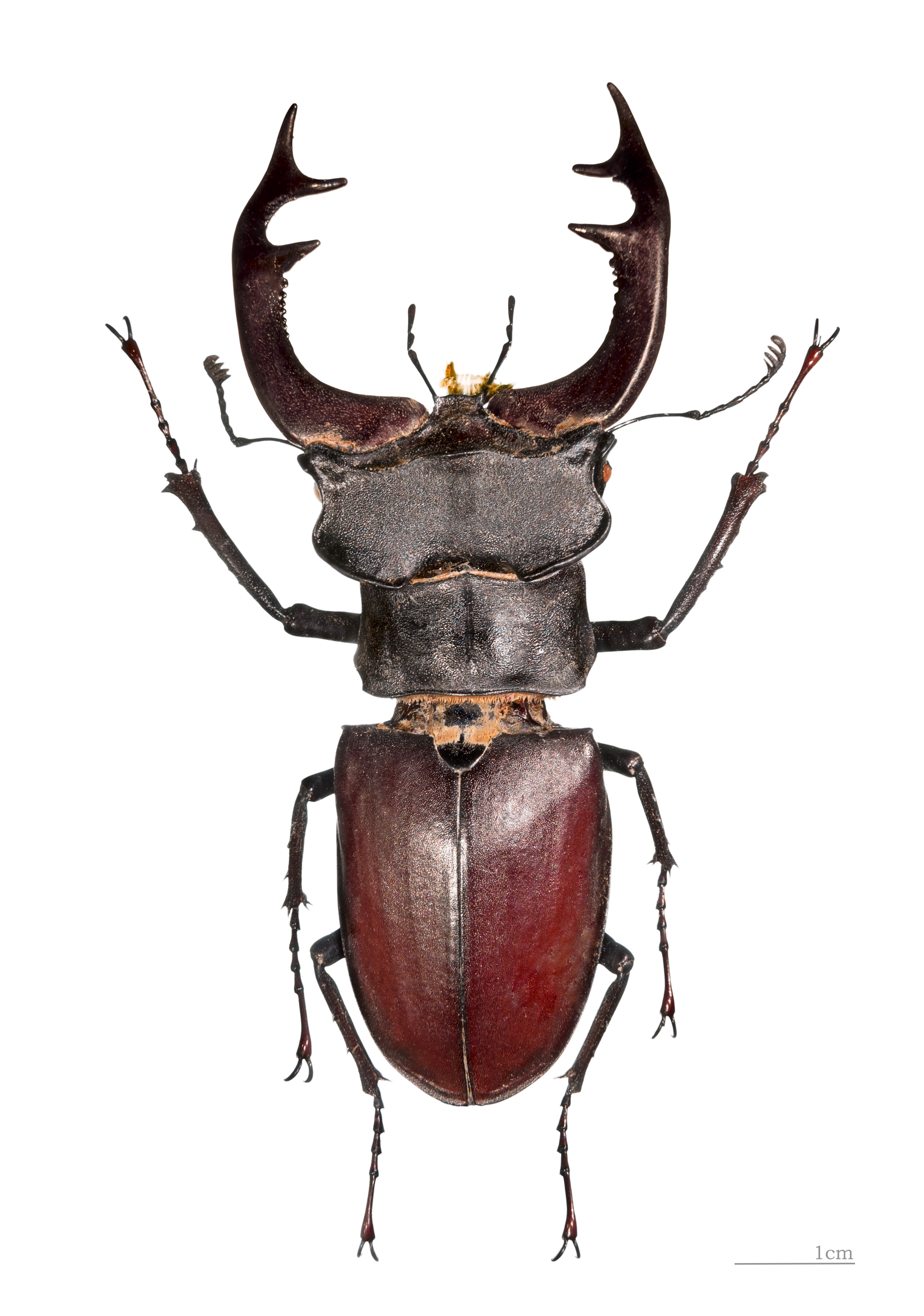
Jelonek rogacz

Chrząszcze (Coleoptera] są najliczniejszym w gatunki rzędem owadów (jedna czwarta wszystkich opisanych owadów to chrząszcze) i na nich też w dużym stopniu skupia się uwaga działaczy ochrony przyrody. Chrząszcze są dobrymi gatunkami wskaźnikowymi, a ponieważ ich cykl rozwojowy jest związany ze starymi drzewostanami i martwym, butwiejącym drewnem, występują głównie w środowiskach reliktowych lub w bardzo starych, kilkusetletnich biocenozach. Jelonki rogacze, których larwy żyją w drewnie starych drzew, są owadami namiętnie poszukiwanymi przez kolekcjonerów. Jeszcze w roku 1993 ukazywały się ogłoszenia o sprzedaży rzadkich okazów chrząszczy Colophon z rodziny jelonkowatych pochodzących z południowej Afryki. Ceny za jeden okaz wynosiły od 5000 do 11000 dolarów amerykańskich. Chrząszcze te występują tylko na niewielkim obszarze i chociaż ich chwytanie jest uważane przez działaczy ochrony przyrody za odrażający proceder, nie sposób jednak go ograniczyć.
Z drugiej strony istnieje pewien gatunek owada, który wyginął w dzikiej przyrodzie, a który mimowolnie został uchroniony przed całkowitą zagładą przez człowieka. Jest nim udomowiony jedwabnik morwowy (Bombyx mori) z Chin. Owadowi temu nie zagraża wyginięcie tak długo, jak długo w wielu krajach świata będzie utrzymywał się popyt na naturalny jedwab.
Niestety nie istnieje żadna międzynarodowa konwencja o ochronie owadów. Jest natomiast wiele gatunków, które są uważane za szkodniki upraw i są zwalczane na całym świecie. W większości parków narodowych świata obowiązuje zakaz zabierania stamtąd zwierząt i roślin do celów nie związanych z badaniami naukowymi. Niestety często nie przestrzega się tej zasady i czasami są tam chwytane owady należące do gatunków zagrożonych wyginięciem. Większość opisanych gatunków owadów na świecie nie jest w ogóle objęta jakąkolwiek formą ochrony, a handel owadami reguluje tylko Konwencja o Międzynarodowym Handlu Gatunkami Zagrożonymi Dzikiej Fauny i Flory (CITES), która została podpisana przez 79 państw, a obecnie uznawana przez 150.

## Wymieniane gatunki
Jedynymi gatunkami wymienianymi w Dodatku II Konwencji są motyle z południowo-wschodniej Azji i północnej Australii, które należą do rodzajów Ornithoptera, Trogonoptera i Troides. Oprócz nich jest wymieniany także niepylak apollo (Parnassius apollo}, który występuje w rejonach górskich od Europy po Japonię. Tymi gatunkami owadów można handlować, jednak na ich eksport muszą się zgodzić władze kraju, z którego one pochodzą. W Dodatku I, zawierającym listę gatunków fauny i flory, których handel podlega ścisłej kontroli, nie został wymieniony żaden gatunek owadów.

## Gatunki nie wymieniane
Przedstawmy te problemy na przykładach, omawiając sytuację związaną z ochroną owadów w USA i Wielkiej Brytanii. W krajach tych jest o wiele więcej gatunków owadów wartych ochrony, niż jest chronionych obecnie. Spośród 22500 gatunków owadów zaobserwowanych w Wielkiej Brytanii ochroną gatunkową jest objętych tylko 12, a w USA chroni się jedynie 13 gatunków, które zostały wymienione w wydanej w 1973 roku Ustawie o Zagrożonych Gatunkach Stanów Zjednoczonych. Znajdujący się na tej liście motyl atala (Eumaeus atala) jest rzadkością w miejskich parkach, które powstały na obszarze dawnych środowisk naturalnych tego gatunku owadów. Organizacja English Nature w Wielkiej Brytanii rozpoczęła w 1991 roku program ochrony czterech gatunków owadów, którymi są między innymi motyl modraszek arion (Maculinea arion) i świerszcz polny (Gryllus campestris).
W Polsce rozporządzenie Ministra Ochrony Środowiska, Zasobów Naturalnych i Leśnictwa z dnia 6 stycznia 1995 roku bierze pod ochronę wiele gatunków owadów, w tym całe rodzaje. Pod ochroną jest na przykład cały rodzaj biegaczy (Carabus), tęczników (Calosoma) i trzmieli (Bombus).

## Motyle
Na całym świecie jest wiele stowarzyszeń skupiających miłośników motyli. W Wielkiej Brytanii Towarzystwo Ochrony Motyli skupia ponad 10000 członków. Organizacja ta posiada na terenie Zjednoczonego Królestwa ponad 50 „motylich farm” i wystaw motyli. Ochroną motyli w Stanach Zjednoczonych zajmuje się Xerces Society.
W krajach tych miłośnicy motyli zakładają specjalne rezerwaty i hodowle, w których hodują rzadkie gatunki motyli tropikalnych i próbują je rozmnażać. Na specjalnych poletkach sadzą wybrane gatunki roślin, na których żerują gąsienice motyli. Część wyhodowanych motyli jest w sposób legalny sprzedawana. Zaspokaja to popyt wśród kolekcjonerów i powoduje, że ginie mniej motyli dzikich.
Przykładem takich działań może być hodowla największego znanego gatunku motyla na świecie – królowej Aleksandry (Ornithoptera alexandrae). Owad ten znacznie zmniejszył swą liczebność w Papui-Nowej Gwinei w wyniku wyrąbywania naturalnych lasów i zakładania plantacji palmy olejowej. W celu jego ochrony stworzono specjalne obszary, gdzie posadzono pnącze Aristolochia schleechteri, na którym żerują larwy motyla. Rośliną tą żywi się także inny gatunek z tego rodzaju Ornithoptera meridionalis. Międzynarodowa Unia Ochrony Przyrody (IUCN) wymienia w Czerwonej Księdze 70 gatunków bezkręgowców należących do 14 rzędów. W tym spisie poszczególnym gatunkom, w zależności od stopnia ich wyniszczenia, nadano status gatunku rzadkiego, zagrożonego lub ginącego. Te kilkadziesiąt gatunków stanowi niewielką część wszystkich żyjących owadów, a samo wymienienie ich w Czerwonej Księdze nie zapewnia im prawnej ochrony. Chociaż niektóre z nich objęte są ochroną, ich liczebność jest bardzo mała. W Czerwonej Księdze spośród owadów wymienia się najwięcej motyli (24 gatunki) i mrówek (11 gatunków). Wiele gatunków z Czerwonej Księgi to owady o dużych rozmiarach ciała lub atrakcyjne dla kolekcjonerów. Są nimi na przykład chrząszcz herkules z Małych Antyli i nowozelandzkie wety – 4 gatunki olbrzymich pasikoników, które osiągają długość do 85 milimetrów i masę 71 gramów.
Bardzo zagrożone są także gatunki owadów żyjących na wyspach. Ich populacje są małe i izolowane, toteż wszelkie zmiany w środowisku wyspy, na której one występują, mogą doprowadzić do szybkiego zaniku gatunków już rzadkich. Do takich gatunków należą skorek z wyspy św. Heleny, tasmańska muszka potokowa, amerykański motyl atala, motyl drzewny z Sulawesi i reliktowa mrówka ze Sri Lanki.
Pięć europejskich gatunków mrówek z rodzaju Formica, zwanych popularnie mrówkami leśnymi, to gatunki zagrożone wyginięciem. Ich udział w utrzymaniu równowagi w biocenozach leśnych jest powszechnie znany, jednak ich liczebność ciągle zmniejsza się wskutek zanieczyszczenia i dewastacji środowiska.

## Izolacja i stopień zagrożenia
Obszar występowania wielu gatunków owadów staje się coraz mniejszy i coraz bardziej rozproszony, a ich populacje – odizolowane. Odbija się to na ich liczebności. Podstawową przyczyną jest kurczenie się powierzchni środowiska naturalnego odpowiedniego do zasiedlenia i dlatego coraz większej liczbie owadów grozi całkowite wyginięcie. Takie przyczyny powodują zmniejszanie się liczby niepylaków apollo, które występują w wysokich górach Europy i modraszków arionów zasiedlających zadrzewienia śródpolne. Ponieważ motyle te są zwierzętami bardzo rzadkimi, są one wymieniane w Czerwonej Księdze.
IUCN opublikowała także osobną listę motyli należących do rodziny Papilionidae, w której wymienia 
70 gatunków, nad którymi należałoby roztoczyć ochronę.
W 1987 roku brytyjska organizacja Nature Conservancy Council (Rada Ochrony Przyrody) opublikowała listę 1800 gatunków owadów, które proponuje wpisać w Czerwonej Księdze na listę gatunków zagrożonych.